# Frank Chapot
Frank Chapot (n. 24 februarie 1932, Camden⁠(d), New Jersey, SUA – d. 20 iunie 2016, Bound Brook⁠(d), New Jersey, SUA) a fost un sportiv ce a reprezentat Statele Unite ale Americii, medaliat olimpic. A participat la 6 ediții ale Jocurilor Olimpice (1956, 1960, 1964, 1968, 1972, 1976) în care a câștigat o medalie de argint.